# Сегюи, Жозеф
Жозе́ф Сегюи́ — французский проповедник (1689 год, регион Юг-Пиренеи, город Родез —25 марта 1761 года), член Французской академии (1736).

## Духовная и литературная деятельность
Он написал панегирики святым, проповеди для основных дней поста и новый очерк священных стихов, в котором сделал французский стихотворный перевод псалмов и библейских песен.

## Книги
- «Panégyrique des saints» (Панегирик святым, 1736),
- «Discours académiques et poésies» (Академические речи и стихи, 1736),
- «Sermons pour le carême» (Проповеди к Великому посту, 1744),
- «Nouvel essai de poésies» (Новое эссе на стихи, 1756).